# 96 Aegle
96 Aegle (in italiano 96 Egle) è un grande asteroide della fascia principale. Ha una superficie scura e una probabile composizione carboniosa e primitiva.
Aegle fu scoperto da Jérôme Eugène Coggia il 17 febbraio 1868 all'Osservatorio di Marsiglia (Francia) e battezzato così in onore di una delle tre Egle della mitologia greca.
Sono state osservate tre occultazioni stellari di Egle.